# Шерешевский сельсовет
Шерешевский сельсовет (бел. Шарашэўскі сельсавет) — административная единица на территории Пружанского района Брестской области Беларуси. Административный центр — городской посёлок Шерешёво.

## Состав
Шерешевский сельсовет включает 15 населённых пунктов:
- Белый Лесок — деревня.
- Васьки — деревня.
- Вискули — хутор.
- Манцы — деревня.
- Долгое — деревня.
- Кивачина — деревня.
- Криница — деревня.
- Купичи — деревня.
- Мыльниск — деревня.
- Окольник — деревня.
- Пацыничи — деревня.
- Перерово — хутор.
- Суховщина — деревня.
- Юбилейный — посёлок.
- Ясень — деревня.